# Esperanza Magaz
Lidia Esperanza Magaz de Navas (Maracaibo, 24 de febrero de 1922 - Caracas, 6 de mayo de 2013) fue una actriz de televisión y teatro cubano - venezolana.

## Biografía
Llegó a Venezuela en la década de los años cincuenta. Inició en la actuación en un grupo de teatro infantil, donde le encantaba declamar y cantar. Su carrera empezó en las radionovelas y de allí pasó a la televisión donde tuvo varios éxitos con personajes creados para programas humorísticos y dramáticos.
A los años llegó a ser la primera actriz y formó parte de telenovelas como Esmeralda, La Zulianita, Una muchacha llamada Milagros, Querida mamá, Lucecita, Peregrina, De mujer a mujer, La revancha, Pasionaria, La señorita Elena, Rosario, Kassandra, Mundo de fieras, Alejandra, Mariana de la noche, Los amores de Anita Peña, Lejana como el viento, La Inolvidable y Muñeca de trapo, Toda una dama, y en los seriados juveniles A todo corazón y Así es la vida. 
Su última aparición fue en la telenovela Natalia del mar y La mujer perfecta de Venevisión. Y sus actuaciones más recordadas fueron con Peregrina y Kassandra.
Magaz además llegó incursionar además en el teatro y el cine nacional. Participó en varias producciones en el teatro como la pieza teatral Con A de ilusión junto a Mirtha Borges y Freddy Salazar, y así igual varios papeles en el cine nacional.
En Cuba trabajó en radio y televisión hasta que se casó con el venezolano Guillermo Navas Fernández el 23 de diciembre de 1953. Con su esposo llegó a vivir en una casa que bautizó San Lázaro. Una propiedad que adquirió por sugerencia de la actriz América Alonso. En el 2006 perdió a su esposo, quien cumplió hasta el final su promesa de dejarla “ser actriz”.
Murió en la clínica Santa Sofía el 6 de mayo de 2013, tras estar hospitalizada desde abril del mismo año, a causa de un cáncer (Linfoma no-Hodgkin), a la edad de 91 años.

## Carrera artística

### Telenovelas
- Lucecita - Modesta (1967)
- La señorita Elena - Simona(1967)
- Rosario - Coromoto (1968)
- Soledad (1969)
- Esmeralda - Dominga (1970)
- Lucecita - Modesta (1972)
- Peregrina - Dorinda (1973)
- Una muchacha llamada Milagros - Candelaria (1973-1974)
- Los poseídos (1974)
- La señorita Elena - Simona (1974- 1975)
- Mariana de la noche - Mamachia (1975)
- Cumbres borrascosas (1976)
- La Zulianita - Matilde (1976 - 1977)
- Rafaela - Rosario (1977)
- María del Mar - Crisanta (1978)
- Rosángela  - Miguelina (1979)
- El despertar (1980)
- Buenos días, Isabel - Coromoto (1980)
- Andreína - Carmen (1981)
- Sorángel (1981)
- El rehén del Diablo - Isidora (1982)
- La bruja -  Perfecta (1982)
- Querida mamá -  Ramona (1982)
- La venganza - Agustina (1983)
- Julia -  Jesusa (1983-1984)
- Diana Carolina - Idania (1984-1985)
- Cantaré para tí (1985)
- El sol sale para todos - Jacinta (1986)
- Inmensamente tuya - Belén (1987)
- Sueño contigo (1988)
- Para toda la vida (1988)
- La revancha - Providencia Medina (1989)
- Pasionaria - Renata (1990)
- Mundo de fieras -  Madre Superiora (1991)
- Kassandra - Dorinda (1992)
- Alejandra - Rosario (1994)
- El desafío - Severa (1995)
- La Inolvidable - La Abadesa (1996)
- A todo corazón - Fátima Pérez (1997)
- Así es la vida (1998)
- Muñeca de trapo -  Doña Coromoto (2000)
- Lejana como el viento - Cruz (2002)
- Amantes - Matea (2005)
- El desprecio - Sor Teresa (2006)
- Pura Pinta - Basilia (2007)
- Toda una dama - Engracia Romero (2007)
- La mujer perfecta - Olga Díaz (2010)
- Natalia del Mar- Tirsa Andrade (2011)